# Magno V da Noruega
Magno V Erlingsson (em nórdico antigo, Magnús Erlingsson) (c. 1156 - 1184) foi rei da Noruega de 1161 a 1184.
Durante todo seu reinado ocorreu uma guerra civil entre seus partidarios e seus opositores e durante a maior parte seu pai funcionou como o regente do reino. Apoiado pela Igreja, foi o primeiro monarca norueguês a ser coroado. Seus últimos anos foram marcados pela oposição crescente, que terminou por derrotá-lo.

## Biografia
Era filho do poderoso nobre jarl Erling Skakke e de Cristina Sigurdsdatter. Magno nasceu num período de turbulências na Noruega. Seu pai era um dos principais aliados do rei Ingo I na guerra civil contra seus irmãos e sua mãe, uma filha do rei Sigurdo, o Cruzado. Quando o rei Ingo morreu em batalha em 1161, seus seguidores ficaram sem um candidato ao trono. Magno foi então designado como o rei do grupo nesse mesmo ano, em oposição a Haakon II, em 1161, com apenas cinco anos.
Com a morte do jovem Haakon II, Magno tornou-se no único monarca do país, apesar de seu pai, que tinha o título de jarl, ser o governante de facto. No entanto, Magnus não era o filho de um rei (a condição anteriormente necessária para ser rei) e seu governo foi considerado ilegítimo. Para legitimar Magno, foi usada para Igreja. A instituição, liderada na Noruega pelo arcebispo Eystein de Nidaros, estabeleceu a condição de ser filho legítimo como condição para alcançar o trono. Magno foi coroado na Antiga catedral de Bergen em 1163, na primeira cerimônia de coroação na história da Noruega. Para assegurar sua posição, Erling Skakke pactuou uma aliança com Valdemar I da Dinamarca.
Embora seu pai se encarregasse de eliminar seus oponentes e potenciais pretendentes, um novo grupo de oposição emergiu, os birkebeiner. Eles foram combatidos com dureza, mas em 1177 se uniu a eles Sverre Sigurdsson, um novo pretendente ao trono chegado das Ilhas Feroe. Sverre representava um inimigo formidável e venceu a Erling Skakke em 1179.
Magno continuou a guerra contra Sverre, cada vez com maiores infortúnios, mesmo com o importante apoio da Igreja norueguesa e do Papa Alexandre III. A batalha final entre ambos os reis rivais foi a de Fimreite, em Sognefjord em 1184, onde Magnus foi derrotado e morto. Sverre atacou a frota de Magno enviando seus navios para a batalha em esquadrões, para carregar e submergir um navio de cada vez, forçando os homens de Magno a pular para o próximo navio. Enquanto a batalha prosseguia, os navios restantes se tornavam extremamente apertados e depois começava a submergir por causa do peso. O rei Magno, conforme relatos, submergiu em um dos últimos de seus navios.

## Magnúss saga ErlingssonaremHeimskringla
Magnúss saga Erlingssonar é uma das histórias da Heimskringla de Snorri Sturluson sobre os reis noruegueses. Erling Skakke, que matou o rei Haakon II em vingança pela morte do rei anterior Ingo, assegurou o trono para seu filho Magno que, embora não fosse um descendente de uma dinastia real pela linhagem paterna, era neto de Sigurd, o Cruzado, por linha materna. Heimskringla finaliza quando ainda Magno e seu pai Erling seguravam as rédeas do poder.